# Lotus arenarius
Lotus arenarius — вид квіткових рослин родини бобові (Fabaceae). Етимологія: лат. arena — «пісок», arius — суфікс, що означає пов'язаність чи володіння.

## Опис
Однорічна, волохата трава. Стебла до 50 см, прямовисні. Листя з 5 листових фрагментів 3–13 × 2,5–10 мм, оберненояйцеподібних, загострених. Суцвіття з 2–6 квітами на ніжках 15–60(90) мм. Квіти жовті. Плоди (15)20–40(50) × 1.5–2.5(3) мм, циліндричне, прямий, з 18–25 насінням. Насіння 1–1,5 мм, кулясті. Квітне з квітня по вересень.

## Поширення, екологія
Країни поширення: Африка: Марокко, Сенегал. Європа: Португалія [ц. і пд.], Гібралтар, Іспанія [пд.зх.]. 
Населяє трав'янисту місцевість у світлих соснових лісів, піщані ґрунти в прибережжі; на висотах 0–50 метрів.